# Стоктон-он-Тіз (боро)

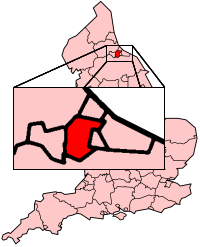
Унітарна одиниця на мапі Англії

Сто́ктон-он-Тіз (англ. Stockton-on-Tees) — унітарна одиниця Англії в церемоніальних графствах Дарем і Північний Йоркшир.

## Історія
Утворена 1 квітня 1996 року шляхом перетворення району Стоктон-он-Тіз колишнього неметропольного графства Клівленд в унітарну одиницю та переходу в церемоніальні графства Дарем і Північний Йоркшир.

## Географія
Займає площу 204 км² і межує на сході з унітарними одиницями Редкар і Клівленд і Мідлсбро, на півдні з неметропольним графством Північний Йоркшир, на заході з унітарними одиницями Дарлінгтон і Дарем, на півночі з унітарною одиницею Гартлпул.

## Населення
На території унітарної одиниці проживають 178 408 чоловік, при середній щільності населення 875 чол./км². Головне та найбільше місто — Стоктон-он-Тіз.